# 엠마 골드만

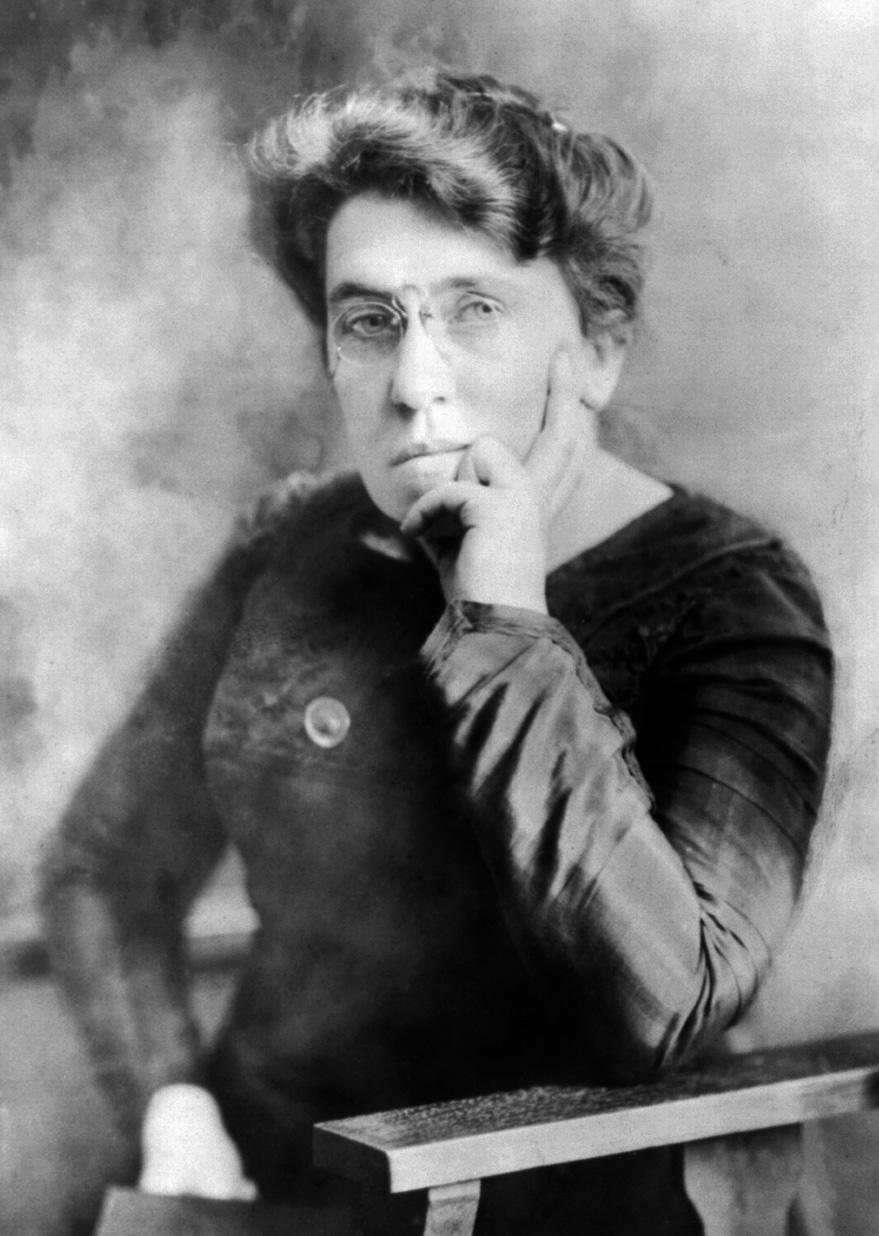
옘마 골드만

엠마 골드만(영어: Emma Goldman, 1869년 6월 27일 ~ 1940년 5월 14일)은 아나키스트 정치 활동가이자 작가였다. 그녀는 20세기의 전반기에 걸쳐 북미와 유럽의 아나키스트 정치 철학의 개발에 중요한 역할을 했던 인물이었다.
골드만은 러시아 제국의 코브노(Kovno, 오늘날 리투아니아의 카우나스)의 유대계 가정에서 태어났고 1885년에 미국으로 이민을 간다. 헤이마켓 사건을 계기로 골드만은 아나키즘에 경도 되었고, 아나키즘 철학에 관한 연설가이자 작가가 되었으며, 여성의 권리와 사회 이슈 등에 이야기하며 수많은 군중을 이끌었다. 그녀와 또 다른 아나키스트 작가인 알렉산더 버크먼은 그녀의 연인이자 오랜 친구였는데 1892년에 산업 자본가 헨리 클레이 프릭(Henry Clay Frick)을 행위의 프로파간다로써 암살시도 했었다. 프릭은 암살시도에서 살아남았고, 버크만은 22년형을 선고받게 된다. 이어서 골드만은 폭동 선동과 불법적인 피임 정보 유포 혐의로 몇차례 옥살이를 하게 된다. 1906년 골드만은 아나키스트 신문인 Mother Earth를 창립한다.
1917년 골드만과 버크만은 징병 거부를 목적으로 사람들에게 신분등록을 거부할 것을 선동하는 음모혐의로 징역 2년형을 선고 받는다. 감옥에서 출소한 이후 다른 248여명의 사람들과 함께 러시아로 추방당한다. 그들은 처음엔 볼셰비키의 10월 혁명을 지지했지만, 크론슈타트 사건이 발생한 이후 그들의 입장을 바꿨으며, 독립적인 목소리를 폭력으로 억누르는 소비에트 정부를 비판했다. 그녀는 러시아를 떠났고, 이 경험을 토대로 1923년에 My Disillusionment in Russia(러시아에서의 나의 환멸) 라는 글을 작성한다. 이후 영국, 캐나다, 프랑스 등지에서 거주하는 동안 Living My Life 라는 제목의 자서전을 작성한다. 이 글은 1931년과 1935년에 두 부분으로 나누어져서 출판되었다. 스페인 내전의 발발 이후 스페인으로 향해서 그곳에서 벌어지는 아나키스트 혁명과 투쟁을 지지했다. 이후 골드만은 1940년 5월 14일, 70세의 나이로 캐나다에서 사망한다.
그녀의 생애동안 골드만은 지지자들에 의해 자유사상가이자 용맹한 여성으로 칭송되었으며, 비판자들에게는 정치적 살인과 폭력 혁명의 옹호자로서 비방받았다.

## 철학
골드만은 매우 다양한 주제에 대하여 이야기했다. 그녀는 틀에 박힌 사고와 근본주의적 사고 방식을 거부했고, 현대 정치 철학의 몇몇 부분의 중요한 공헌자로 간주된다. 그녀는 다양한 사상가와 작가들에게 영향을 받았는데 대표적인 인물로는 미하일 바쿠닌, 헨리 데이비드 소로, 표트르 크로폿킨, 랠프 월도 에머슨, 니콜라이 체르니솁스키, 메리 울스턴크래프트, 프리드리히 니체와 같은 이들이 있었다. 그녀는 자서전에서 니체에 대하여 다음과 같이 언급한적이 있다. “니체는 사회 이론가는 아니었지만, 시인이며, 반역자이자, 혁신가였다. 그의 귀족주의는 출생에 관한것도, 재산에 관한것도 아니었으며, 정신에 관한 것이었다. 그점에 있어서 니체는 아나키스트였고, 모든 진정한 아나키스트는 귀족이었다.”

### 아나키즘
아나키즘은 세계를 바라보는데 있어서 골드만의 가장 핵심적인 이데올로기였고, 그녀는 오늘날 가장 중요한 역사적 아나키스트 중의 한명으로서 간주된다. 헤이마켓 사건의 여파로 인한 아나키스트들에 대한 박해를 계기로 그녀는 아나키즘에 이끌렸고, 이후 정기적으로 아나키즘에 대한 글들을 작성한다. Anarchism and Other Essays라는 글에서 골드만은 다음과 같이 언급한다.

아나키즘은 종교의 지배로부터 인간의 정신을 해방시키고자 하며, 재산의 지배로부터 인간의 육신을 해방시키고자 하고, 정부의 족쇄와 통제로부터 인간을 해방시키고자 한다. 아나키즘은 진정한 사회적 부를 생산할 목적으로 개인이 자유롭게 연합한 사회 질서를 의미한다. 그 질서는 모든 인간에게 지구의 자원에 대한 자유로운 접근을 가능케함으로써 자신의 욕구, 취향, 성향에 따라 자신의 삶을 자유롭게 향유할 수 있는 질서이다.

골드만에게 아나키즘은 개인의 삶에 강렬히 얽혀 있는 것이었다. 그녀는 아나키스트 사상가들이 그들의 신념을 말과 행동으로써 시연하는 것이 필요하다고 생각했다. “나는 사람의 이론이 내일 옳을까 따위엔 관심없다.” 그리고 이어서 “내가 관심을 가지는 것은 오늘의 그의 정신이 옳은가이다.” 아나키즘과 자유연합은 정부와 자본주의의 통제에 대한 그녀의 논리적인 답변이었다. “나는 이것이 새로운 형태의 삶이라고 생각한다.” 그리고 “이것은 설교나 투표를 통해 나타나는 것이 아니라 그렇게 살아감으로서 나타날 것이다.”
동시에 인간의 자유를 위한 운동은 자유로운 인간에 의해 이루어져야 한다고 믿었다. 어느날 저녁 동료 아나키스트들과 함께 있는 동안 춤을 춘적이 있는데, 근심걱정없이 행동한다고 눈초리를 받은적이 있다. 그녀의 전기에서 이때의 일화에 대하여 언급한다.

나는 그에게 자기일에나 신경쓰라고 말했지만, 끊임없이 내 얼굴에 던져지는 눈초리에 지치게 되었다. 나는 아름다운 이상, 사람을 관습과 편견에서 해방시키고자 하는 아나키즘의 근본적 이유가 삶과 기쁨을 거부해야 하는 것이라고 믿지 않는다. 나는 우리의 이유가 나를 수녀처럼 행동하게 하기를 바라지 않으며 그 움직임이 수도원을 형성해서는 안되는 것이라고 생각한다. 만일 우리의 이유가 그런것을 의미하는 것이라면, 나는 그것을 원하지 않는다. “나는 자유를 원한다. 모든 사람이 자신을 표현할 권리, 모두가 아름답게 빛날 권리를 바란다.

이 이야기는 “내가 춤출수 없다면, 그것은 나의 혁명이 아니다”라는 상징적인 표현으로 더욱 잘 알려져있다.

#### 폭력의 전술적 이용
골드만은 그녀의 정치적 청년기에 혁명투쟁을 이끌어 내기 위한 표적 폭력을 옹호했다. 골드만은 폭력의 사용이 유쾌한 것은 아니지만, 사회의 이익과 관련하여 정당화 될 수 있다고 생각했다. 그녀는 행위의 프로파간다(propaganda of the deed)라고 불리는 폭력 전술을 옹호했으며 대중반란을 위한 불씨를 일으킬 수 있다고 믿었다. 그녀는 알렉산더 버크먼의 산업 자본가 헨리 클레이 프릭에 대한 암살시도를 옹호했고, 심지어 그 과정에서 자신도 참여시켜 줄것을 요구했다. 그녀는 Homestead Steel 파업에서의 프릭의 행동을 비난했고 그를 죽인다면 노동계급에게 이로울 것으로 생각했다. “그렇다” 그녀는 이후 자서전에서 말했다. “이 경우 목적은 수단을 정당화한다". 그녀는 리언 촐고츠의 대통령 윌리엄 매킨리 암살을 한번도 명백히 승인한적이 없었지만, 그녀는 그의 이상을 옹호했으며 그런 사건은 억압의 자연적인 결과라고 주장했다. 그녀는 "The Psychology of Political Violence"라는 제목의 글에서 다음과 같이 언급한다. “우리의 사회, 경제적 조건에서 누적된 힘은 폭력 행위로 최고조에 달하는데, 이것은 천둥과 번개로 표출되는 대기의 불안정과 유사하다.”
러시아에서의 그녀의 경험은 혁명적 목적이 폭력적 수단을 정당화할 수 있다는 그녀의 믿음을 확인하게 했다. 이후 My Disillusionment in Russia에서 골드만은 언급한다. “목표와 목적은 하나이며 수단과 전술은 다른것이다는 믿음보다 더욱 커다란 오류는 없다… 사용된 수단은 개인과 사회적 실천을 통하여 최종적 목표의 일부분이된다.” 그러나 같은 장에서 다음처럼 단언한다. “혁명은 물론 폭력적인 과정이다.” 그리고 폭력은 “혁명적인 대변동의 비극적 필연성”이라고 지적했다." 일부는 볼셰비키의 테러에 대한 그녀의 발언을 모든 무장세력에 대한 골드만의 거부로 오인하는 오류를 저지른다. 그러나 골드만은 My Disillusionment in Russia의 미국판 초판본의 서문에서 이런 오류를 바로잡는다.
파괴와 테러가 혁명의 일부라는 주장은 내가 논하고 싶은 문제가 아니다. 나는 과거의 모든 위대한 정치적, 사회적 변화가 폭력을 필요로 했다는 것을 알고 있다... 존 브라운의 호전적인 정신이 아니었다면, 흑인 노예제는 여전히 미국에서 합법이었을지도 모른다. 나는 폭력이 불가피하다는 것을 결코 부인하지 않았으며, 여전히 그렇다. 그러나 싸움에서 폭력을 이용하는 것은 그것이 방어 수단이기 때문이다. 이것은 테러의 원칙을 만들고, 그것을 제도화 해서 사회투쟁에서 가장 중요한 것으로 지정하는 것과는 매우 다른것이다. 그런 테러는 반혁명을 낳고, 그 자체로 반혁명적이 된다.
골드만은 소비에트 사회의 군국주의화가 무장투쟁의 결과라고 보지 않았으며, 그 반대의 연관관계를 가진것도 아니라고 여겼다. 그것은 볼셰비키의 국가주의적 비전의 유산이었다. “절대국가를 만들고자하는 소수의 집착은 필연적으로 억압과 테러를 만들어낸다.”

### 자본주의와 노동
골드만은 자본주의 경제 체제는 인간의 자유와 호환되지 않는다고 여겼다. “재산이 인정하는 유일한 욕구는” Anarchism and Other Essays에서 다음과 같이 이어나간다. “더 큰 부를 위한 자신의 탐욕스런 식욕뿐이다. 부는 권력을 의미하며, 이것은 정복할 수 있는 힘이자, 박살내고, 착취하며, 노예화하고, 도살하고, 퇴행시킬 수 있는 힘이다.” 그녀는 자본주의가 노동자들은 비인간화한다고 주장했다. “생산자는 그의 강철과 쇳덩이 주인보다 더 적은 의지와 결정권만을 가진채로 단지 기계의 부속물로 바뀌어버렸다.”
골드만은 완전한 혁명보다 적은 것은 모조리 반대했지만, 늙은 노동자와의 대화에서 자신의 마음이 흔들렸던 사례를 그녀의 전기에서 언급한다.

그는 내가 하루에 몇시간의 노동 시간을 줄이고, 주당 급료를 몇달러 높이는것 같은 주장이 주가 되는 것에 대한 나의 걱정을 이해한다고 말했다… 그러나 그런 나이의 사람이 무엇을 할 수 있겠는가? 그들은 자본주의의 완전한 전복을 보게 될때까지 오래살 수 있을것 같지 않다. 그들 또한 하루의 몇시간쯤을 증오스러운 노동에서 해방시키는 일을 포기해야할까? 그것은 그들이 살아있는 동안 실현되기를 희망할 수 있는 모든것이다.

그녀는 이후 임금상승과 노동시간 단축같은 작은 개선 노력 또한 사회혁명의 일부가 될 수 있다고 여기게 된다.

### 국가, 군국주의, 감옥, 투표, 연설
골드만은 국가를 본질적이고 필연적인 지배와 통제의 도구로 보았다. 이런 입장에 근거하여 골드만은 투표란 기껏해야 무의미한 행위이며 최악의 경우엔 위험할 수도 있다고 생각했다. 그녀는 투표가 진정한 지배구조를 은폐하면서 무언가에 참여하고 있다는 환상을 심어주고 있다고 주장했다. 대신에 골드만은 파업이나 시위 형태의 구체적 저항을 옹호했고 “우리의 도덕률에 대한 침략적이고 간섭적인 권위에 대한 직접행동”이 필요하다고 했다. 1930년대 많은 스페인 아나코 생디칼리스트들이 자유지상주의적 가능주의(Libertarian possibilism)라는 입장에 따라 자유주의 공화국의 형성에 찬성표를 던졌을 때 조차 그녀는 투표에 반대하는 입장을 고수했다. 골드만은 아나키스트 세력의 힘이 투표권을 행사하는 것이 아니라 전국에 걸쳐 파업을 일으키는 힘으로써 사용되어야 한다고 주장했다. 그녀는 여성 서프러제트 운동 같은 여성 투표권 요구 운동에 동의하지 않았다. 그녀의 에세이 "Woman Suffrage"에서 여성의 참여가 국가를 좀더 정당한 방향으로 이끌것이라는 생각을 조롱한다. “여성이라면 투표권을 팔지 않을 것이라는 말인가, 여성 정치인들은 매수되지 않을 것이라는 말인가!” 그녀는 서프러제트 운동가들의 남성과 여성은 평등하다는 주장에는 동의했지만, 단지 그것이 국가를 좀더 정의로운 것으로 만드는 것은 아니라고 여겼다. “어떤 것으로도 정화되지 않았던 것을, 그저 여성이라서 정화해낼 수 있다고 가정하는 것은, 여성을 초자연적 존재로서 숭배하는 것에 불과하다”
골드만은 또한 재소자의 열악한 처우와 범죄가 발생하는 사회적 원인을 비판하면서 감옥제도를 맹렬히 비판했다. 골드만은 범죄를 경제 시스템의 불의에서 발생하는 자연적인 파생물로 간주했으며, 그녀의 에세이 “Prisons: A Social Crime and Failure”에서 19세기 작가인 도스토옙스키와 오스카 와일드의 감옥에 대한 시각을 인용하며 글을 써내려간다.

해마다 감옥의 지옥의 문은 쇠약해지고, 기형적이되며, 의지가 말살되어 파괴된 인간의 무리를 다시 세상에 돌려보낸다. 그들의 이마에 낙인찍힌 카인의 표식과 함께 그들의 희망은 부숴지고 그들의 모든 자연적인 특질은 무너져내렸다. 배고품과 그들을 맞이하는 비인간적인 비난외엔 아무것도 가지지 못한 이 희생자들은 그들의 유일한 생존수단인 범죄로 돌아갈 수 밖에 없을 것이다.

골드만은 헌신적인 반전운동가였고, 전쟁이 자본가들의 이익을 대신하여 국가가 싸우는 행위에 불가하다고 생각했다. 그녀는 특히 징병에 반대했으며 이것을 국가의 강제력 행사의 가장 심각한 행위로 파악했다. 그리고 그녀는 징병반대 연맹(No Conscription League)의 창립자중의 한명 이었고, 결과적으로 체포되어 추방된다.
골드만은 그녀의 노동권과, 파업, 재생산의 권리에 대한 옹호와 1차 대전에 반대하는 활동과 연설을 비롯한 많은 사회운동의 결과로 일상적으로 감시과 투옥의 대상이 되었다. 결과적으로 그녀는 20세기 초반의 언론의 자유 운동에 적극적으로 참여하여 표현의 자유가 사회 변화를 달성하기 위한 근본조건으로 여겼다. 자신의 이상을 위해 끊임없는 탄압을 받아왔던 골드만은 시민 자유지상주의 계열의 단체인 미국 시민 자유 연맹(American Civil Liberties Union)의 창립자 중의 한명인 로저 볼드윈(Roger Nash Baldwin)에게 영감을 주었다.

### 여성주의와 섹슈얼리티
골드만은 서프러제트의 목표같은 것에 반대하긴 했지만, 여성 권리의 열정적인 옹호자였으며 오늘날에는 아나카 여성주의의 창시자로 간주된다. “나는 여성의 독립과 자신을 지지하며 자신을 위해 살 권리를 옹호한다. 자신을 기쁘게 하는 사람을 사랑할 권리를 옹호한다. 나는 모든 성의 행동의 자유와 사랑의 자유 그리고 모성의 자유를 요구한다.”
간호사 교육의 경험으로 인하여 골드만은 피임과 관련된 문제의 초기 옹호자가 될 수 있었다. 골드만은 또한 자유연애의 옹호자였으며, 결혼제도에 비판적이었다. 그녀는 초기 여성주의자들이 자본주의와 청교도 도덕주의의 사회적인 힘에 구속되어 있는 것으로 보았다. 그녀는 다음과 같이 언급했다. “우리는 전통과 관습으로부터 구속되지 않는 성장이 필요하다. 여성해방 운동은 지금것 존재해 왔지만 이 방향으로는 첫걸음에 불과하다.”
골드만은 성소수자에 대한 편견에 대해 노골적으로 비판하는 목소리를 냈다. 그녀의 사회해방이 게이와 레즈비언에게까지 영향을 주어야 한다는 의견은 당시에는 전례가 없는 주장이었으며, 이는 아나키스트들 사이에서도 크게 다르지 않았다. 마그누스 히르슈펠트가 다음과 같이 언급한 적이 있다. “그녀는 대중에게서 동성애자들의 권리를 변호한 최초이자 유일한 여성이었으며, 물론 최초이자 유일한 미국인이었다." 수많은 연설과 편지에서 그녀는 게이와 레즈비언에 대한 공포와 낙인을 비판 했으며, 그들이 자유롭게 사랑을 나눌 권리를 옹호했다.” 골드만이 히르슈펠트에게 보내는 편지에 다음과 같은 의견이 언급되어 있다. “다양한 성적유형의 사람들이 동성애에 대한 무지와 그들에 삶에 커다란 의미가 있는 다양한 그라데이션의 젠더와 다양한 젠더의 변형에 대해 너무도 무관심한 세계에 구속되어 있다는 사실은 커다란 비극입니다.”

### 무신론
헌신적인 무신론자인 골드만은 종교를 통제와 지배의 또다른 수단으로 여겼다. 그녀의 에세이 "The Philosophy of Atheism"에서 바쿠닌을 인용하며 덫붙인다.

의식적으로든 무의식적으로든 대부분의 유신론자들은 신과 악마, 지옥과 천국, 보상과 처벌을 말하며 사람들을 순종시키고 유순하고 무력한 존재로 만들기 위해 채찍질을 가한다… 무신론의 철학은 인간 정신의 팽창과 성장을 표현한다. 유신론의 철학은 그것을 철학이라고 부를 수 있다면, 정적이고 고정적일 뿐이다.

청교도주의의 위선(The Hypocrisy of Puritanism) 같은 에세이나 기독교의 실패(The Failure of Christianity)라는 제목의 연설에서 골드만은 인간의 행동을 통제하려는 도덕주의적 태도와 시도를 공격함으로써 종교 공동체 사이에서 많은 적들을 만들어냈다. 그녀는 기독교가 지상에서의 행동을 지시하고 가난한 이들에게 하늘에서의 풍족한 미래라는 그릇된 약속을 제공함으로써 “노예제를 영속”시킨다고 주장했다. 그녀는 시온주의 또한 국가의 통제시도로 파악해서 역시 비판적이었다.

## 같이 보기
- 아나키즘
- 자유지상주의
- 감옥 폐지 운동